# Biserica reformată din Turda-Veche
Biserica reformată din Turda-Veche (în maghiară Ótordai reformatus templom) este cel mai vechi lăcaș de cult din Turda, întemeiat anterior anului 1331. Inițial a fost biserica unei mănăstiri augustiniene, pe lângă care a funcționat o școală. Ctitorul așezământului, cu hramul Sfânta Maria, a fost regele Carol Robert de Anjou. Lăcașul este situat în centrul orașului, în vecinătatea Palatului Princiar din Turda (Muzeul de Istorie).
Biserica Reformată-Calvină din Turda-Veche este înscrisă pe lista monumentelor istorice din județul Cluj, elaborată de Ministerul Culturii din România în anul 2015 (cod LMI CJ-II-m-A-07793).

## Istoric

### Biserica inițială
Prima biserică pe acest loc a fost romano-catolică, construită în secolul al XIV-lea, cu hramul Sf. Maria. Această biserică este menționată într-un vechi registru papal de impozite din anul 1332, ca fiind condusă de preotul Peter din „Antiqua Thorda” („Turda-Veche”). Clădirea primei biserici a fost alcătuită dintr-o sală cu un turn (plasat pe latura de sud) și un cor plasat pe latura de est. 

### Biserica actuală
Edificiul actual a fost construit la începutul secolului al XV-lea, pe vremea împăratului Sigismund de Luxemburg (1387-1437), totodată suveran al Regatului Ungariei, pe amplasamentul vechii biserici. 

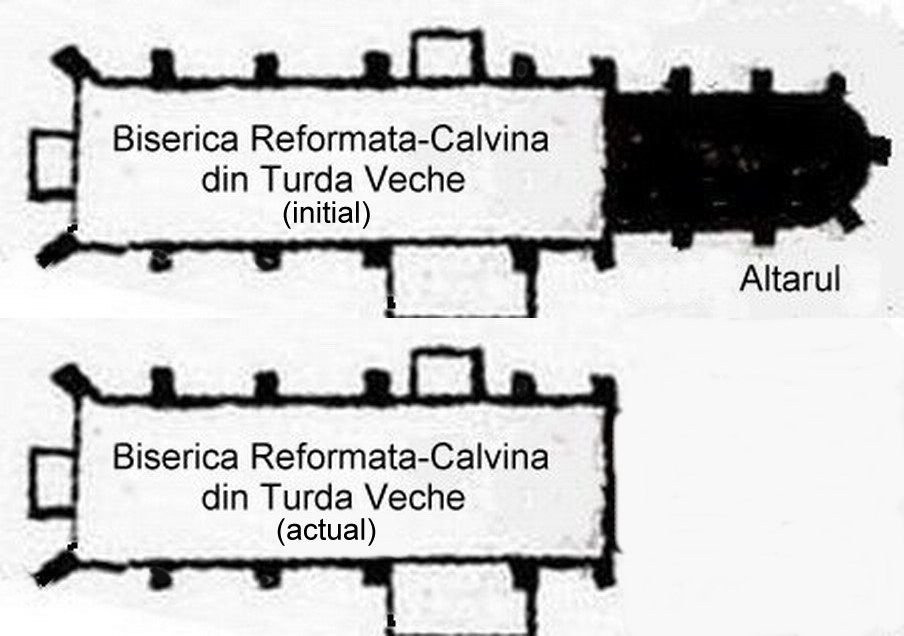
Planul iniţial şi cel actual al bisericii (după demolarea altarului)

Biserica a fost concepută în stil gotic, având o singură navă, în lungime de 26 m, lățime de 8,5 m și o înălțime de 16 m. Inițial a fost mai lungă, cu 5-10 m, având spre est (respectiv spre Piața Republicii) obișnuitul cor/altar, cu bolți ogivale în cruce, cor care a fost demolat odată cu construcția fortificației împrejmuitoare (biserica nu mai încăpea în incinta zidurilor de apărare, fiind plasată de-a curmezișul față de fortăreață; corul/altarul a trebuit să fie sacrificat pe o lungime de 5-10 m; așa se explică aspectul neobișnuit de inestetic al fațadei de est a bisericii, lipsită de cor/altar si de portalul gotic original). În locul corului demolat, pe noul zid de apărare al fortăreței, a fost ridicat în secolul al XVII-lea un turn cu clopot, care s-a prăbușit în anul 1862 (fundația a cedat). 
Turnul cu ceas (simbolul emblematic al orașului Turda), cu o înălțime de 60 m, a fost construit între anii 1904-1906. 
Fațadele de vest si de nord ale bisericii sunt cele mai estetice. Fațada de vest, cu intrarea încadrata de un portal ornamentat, prezintă elemente tipice de stil gotic, de la începutul secolului al XV-lea. În axul fațadei de vest se găseste un portal, terminat în arc frânt. Portalul vestic este decorat cu motive de frunze de stejar. Fațada de nord prezintă cinci contraforturi si un portal secundar (permanent inchis). Interiorul bisericii a fost deteriorat în urma unui incendiu în secolul al XVII-lea. Ornamentația interioară e în cea mai mare parte opera refacerilor ulterioare. 
Biserica (inițial romano-catolică) a trecut în anul 1564 (până în zilele noastre) la confesiunea reformată-calvină.

## Fortificația din jurul bisericii
După marea invazie tătară din 1241 și după ravagiile cauzate orașului Turda de ulterioarele atacuri tătare și turcești, s-au construit în secolele următoare fortificații de apărare în jurul celor 3 biserici principale din oraș: Biserica Romano-Catolică, Biserica Reformată-Calvină din Turda-Veche și Biserica Reformată-Calvină din Turda-Nouă.

Planul fortificaţiei din Turda-Veche din jurul Bisericii Reformat-Calvine

Cea mai importantă fortificație (numită și “castel” sau “cetate”) s-a construit în jurul Bisericii Reformat-Calvine din Turda-Veche. Fortificația s-a construit între anii 1445-1455, folosindu-se multe materiale gata fasonate din castrul roman Potaissa. Biserica a fost împrejmuită cu un zid gros de apărare, având patru bastioane de colț (probabil cu turnuri):

- bastionul de nord-vest (demolat; pe locul lui este azi Muzeul de Istorie)

- bastionul de nord-est (demolat; pe locul lui este azi  Palatul Finanțelor din Piața Republicii nr.15)

- bastionul de sud-vest (există încă, deteriorat, în curtea casei din str.Mircea cel Bătrân nr.4)

- bastionul de sud-est (demolat; pe locul lui s-a construit clădirea din Piața Republicii nr.22).

Altarul (corul) bisericii, în lungime de 8-10 m, a fost demolat la construcția  fortăreței (biserica era prea lungă și nu ar fi încăput în interiorul fortăreței).
Turnul inițial al bisericii a fost amplasat în partea estică, lângă altar, pe linia zidului de fortificație edificat după construcția bisericii. Acest turn s-a prăbușit într-o noapte a anului 1862, cu ocazia executării unor săpături de nivelare a pieței învecinate.
Biserica, zidul înconjurător si bastioanele, au avut de suferit în timpul luptelor lui Gheorghe Basta (1600-1601), precum și în urma conflictelor armate dintre Curuți si Lobonți din anii următori. Zidul și bastioanele au fost refăcute treptat de către principii Gabriel Báthory (1608-1613), Gabriel Bethlen (1613-1630) si Gheorghe Rákóczi I (1630-1648). Mai târziu, zidul și bastioanele și-au pierdut utilitatea militară, ruinându-se și cedând locul unor construcții civile. 

## Galerie de imagini

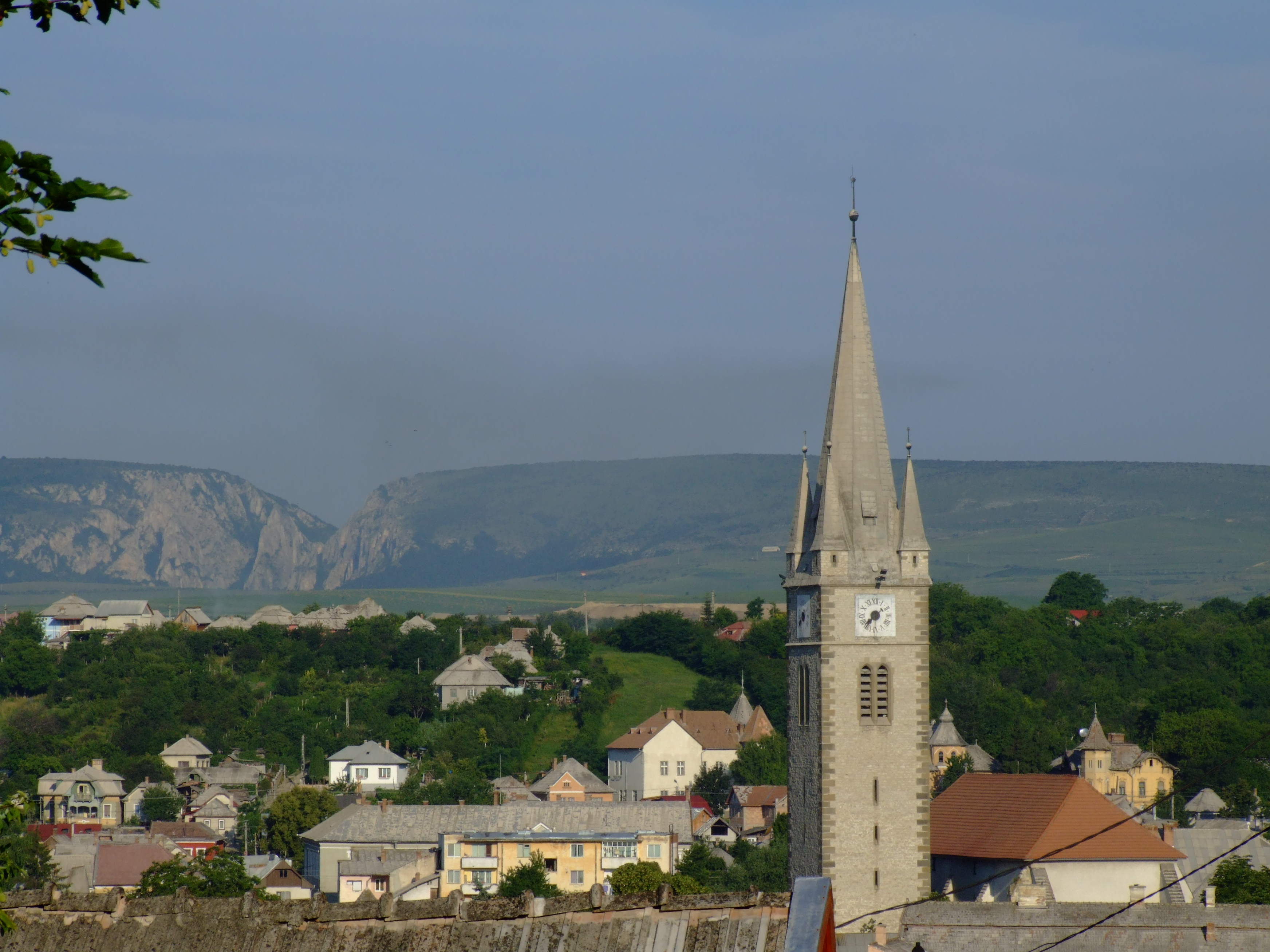
Turda şi Biserica Reformată-Calvină din centru
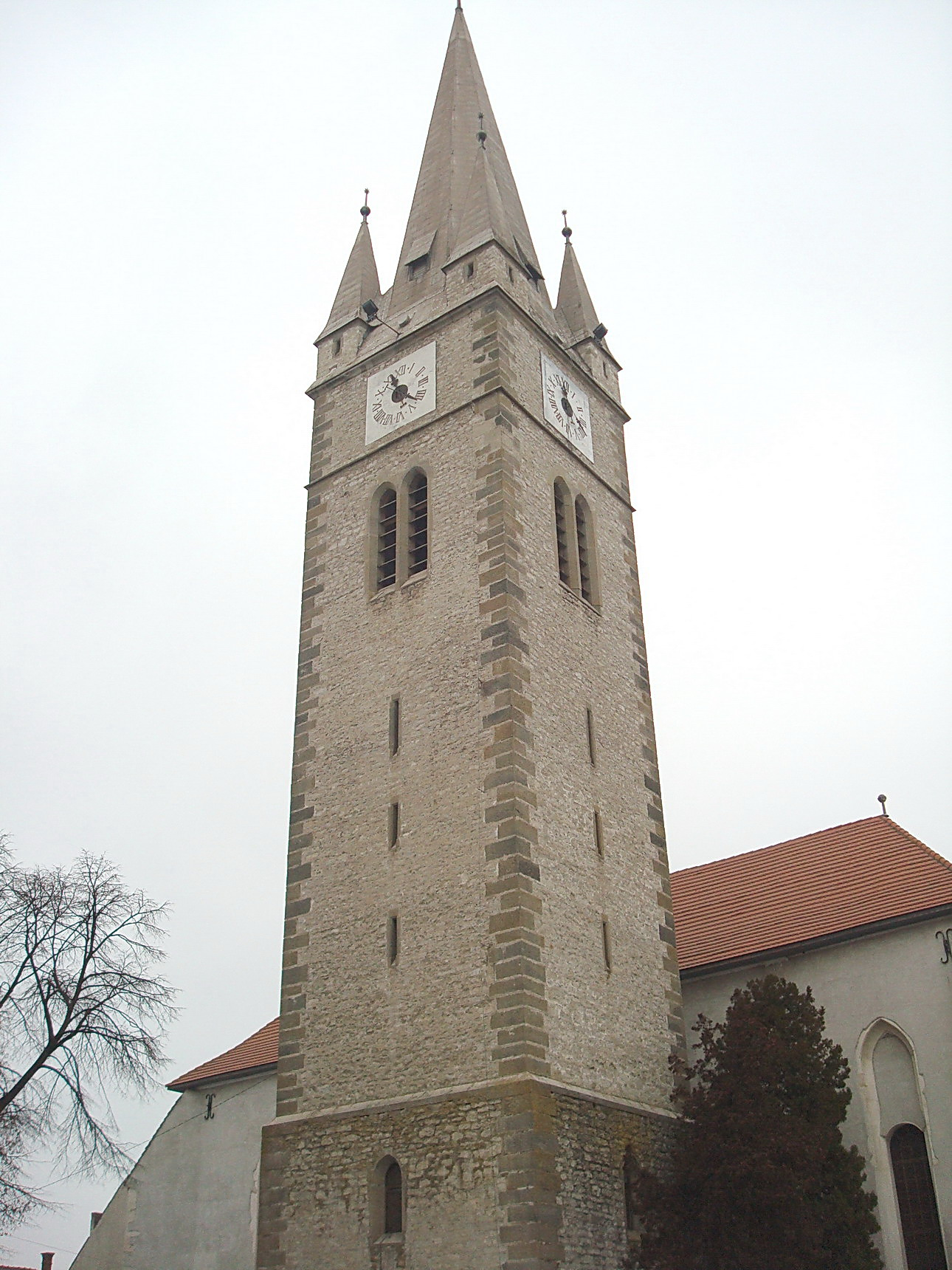
Turnul cu ceas al bisericii
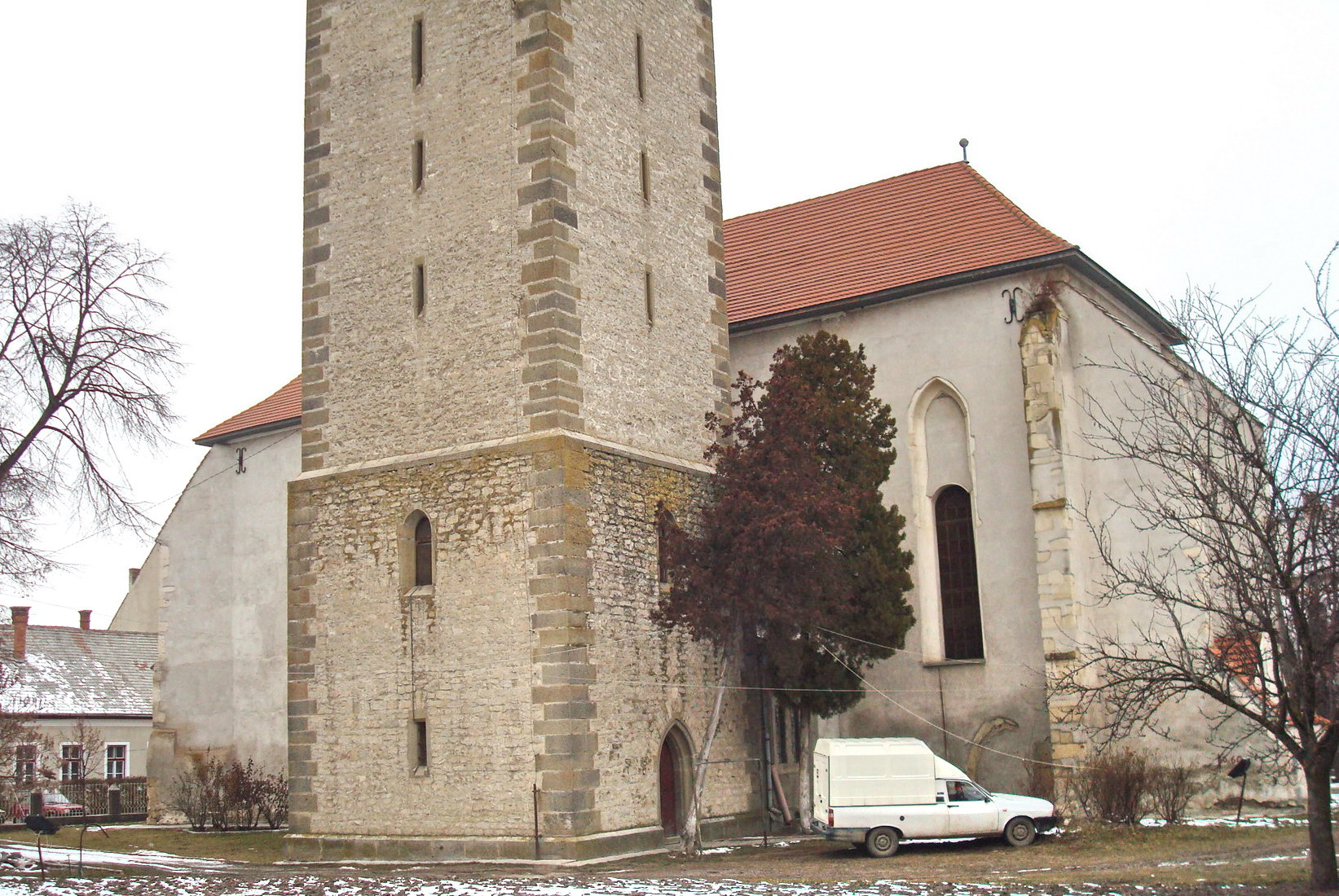
Turnul si partea sudică
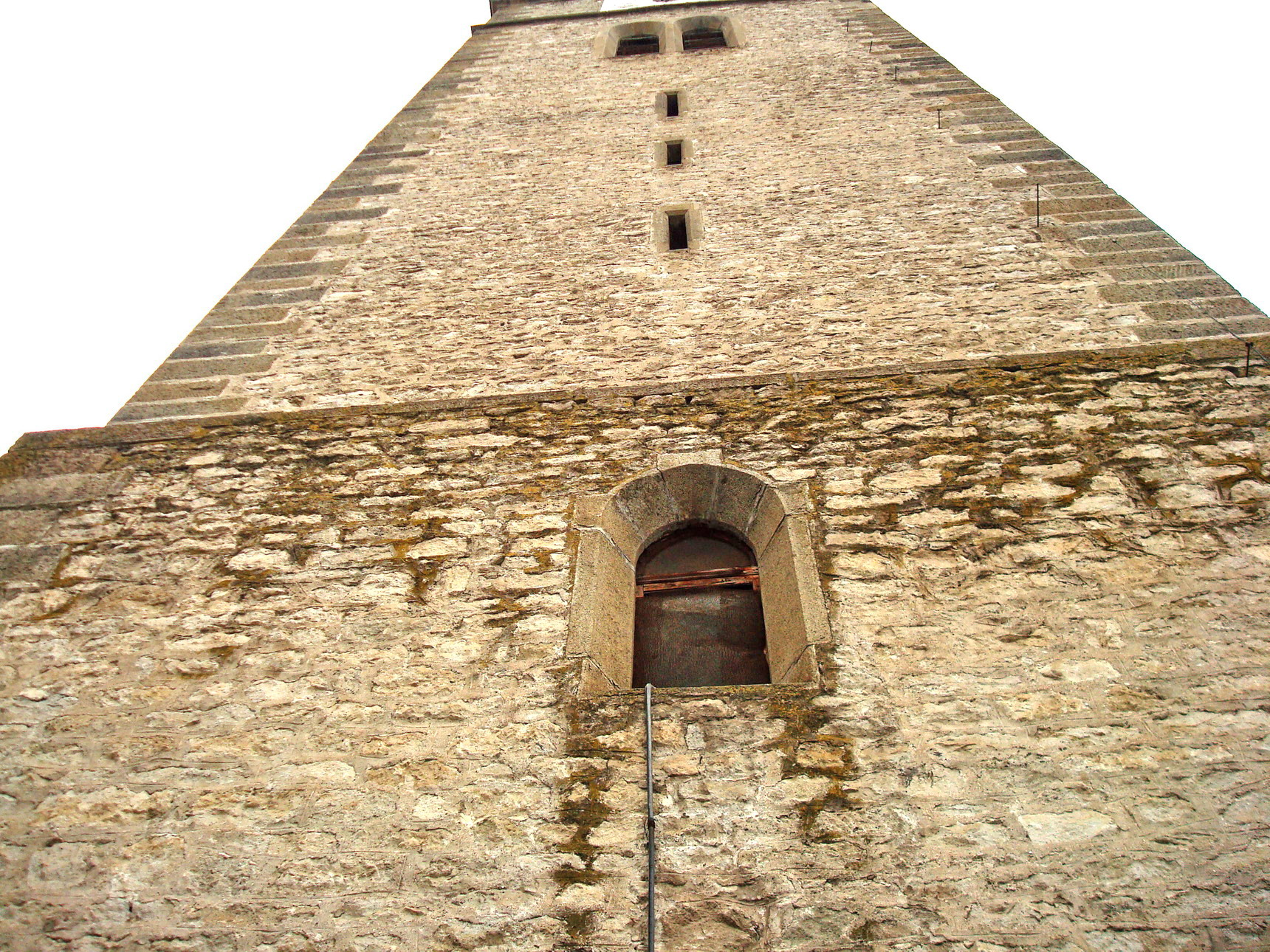
Turnul
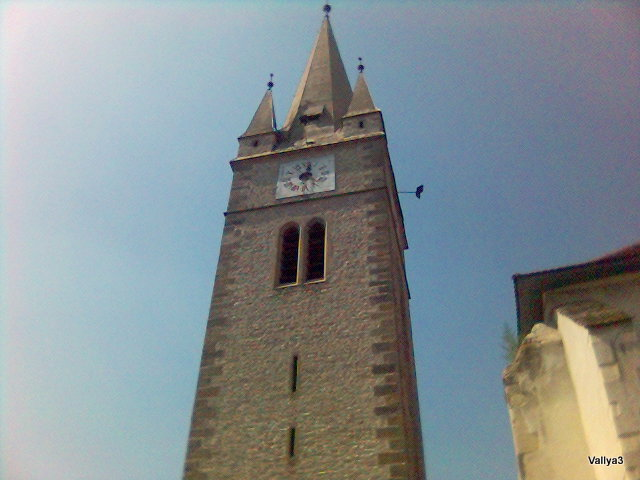
Turnul
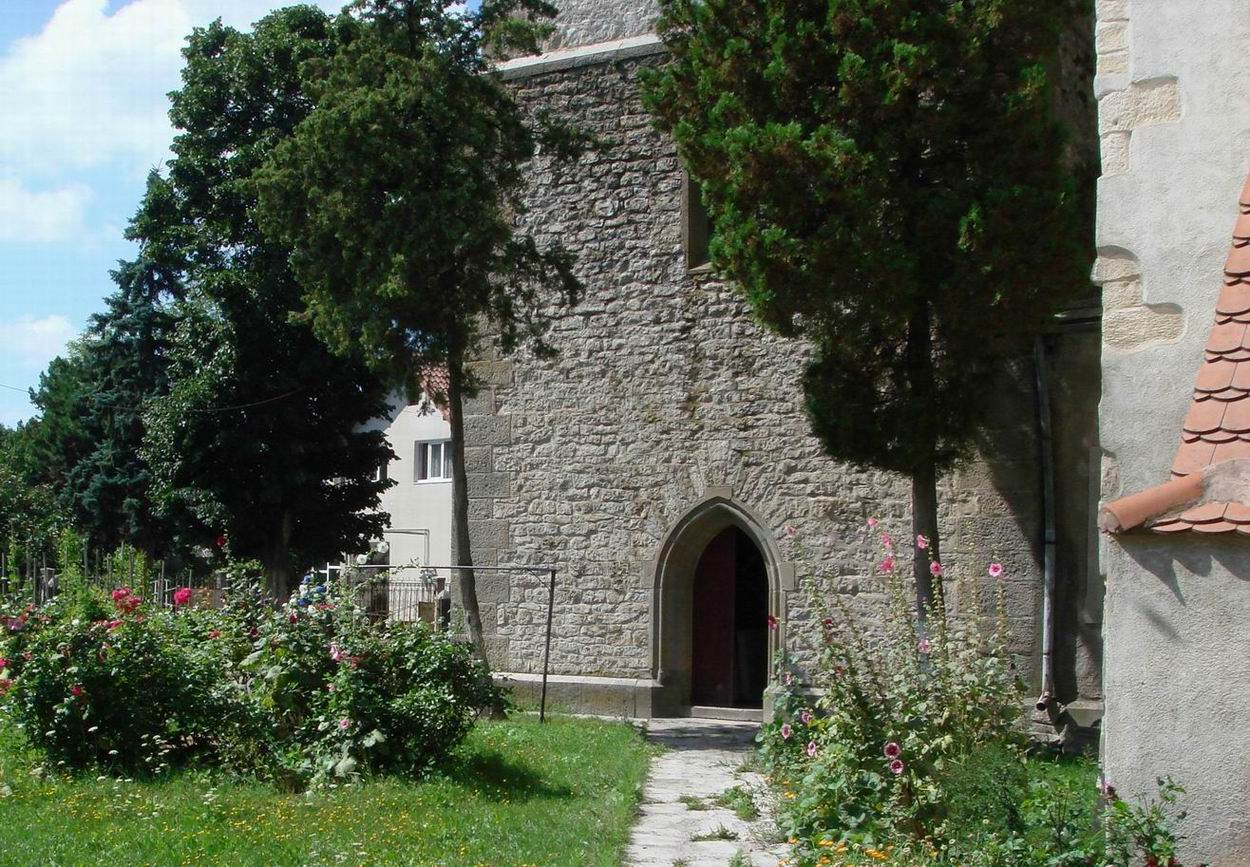
Uşa de intrare în turn (partea estică)
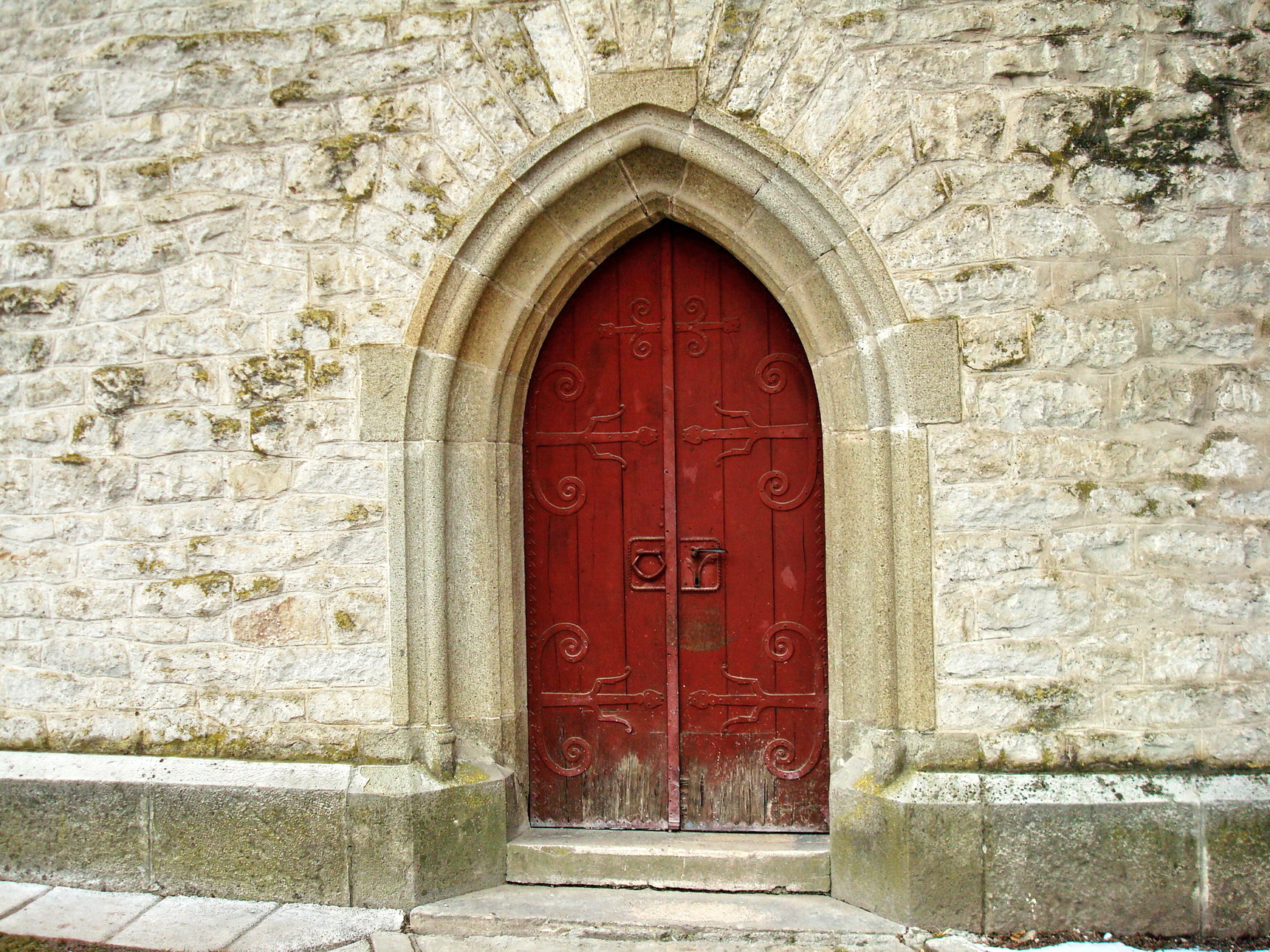
Uşa de intrare în turn (partea estică)
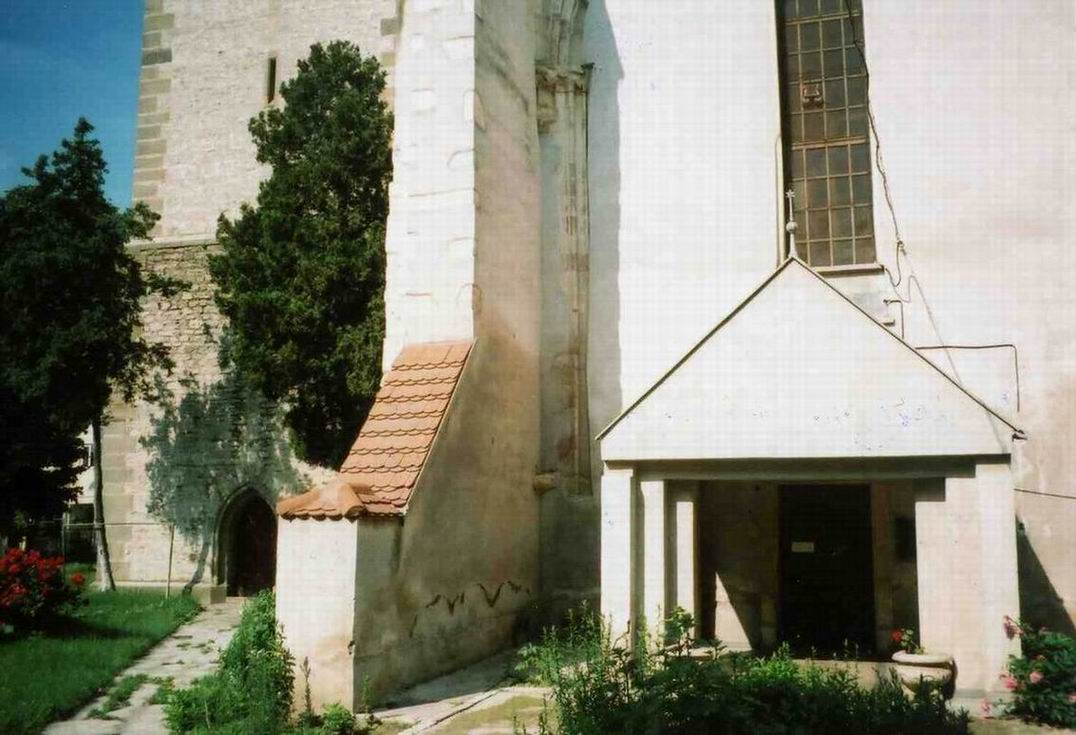
Intrarea în biserică (partea estică)
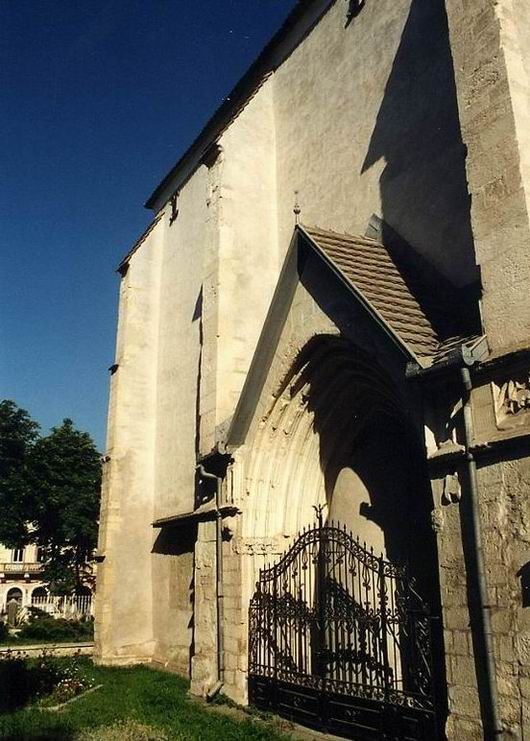
Portalul nordic (înzidit)
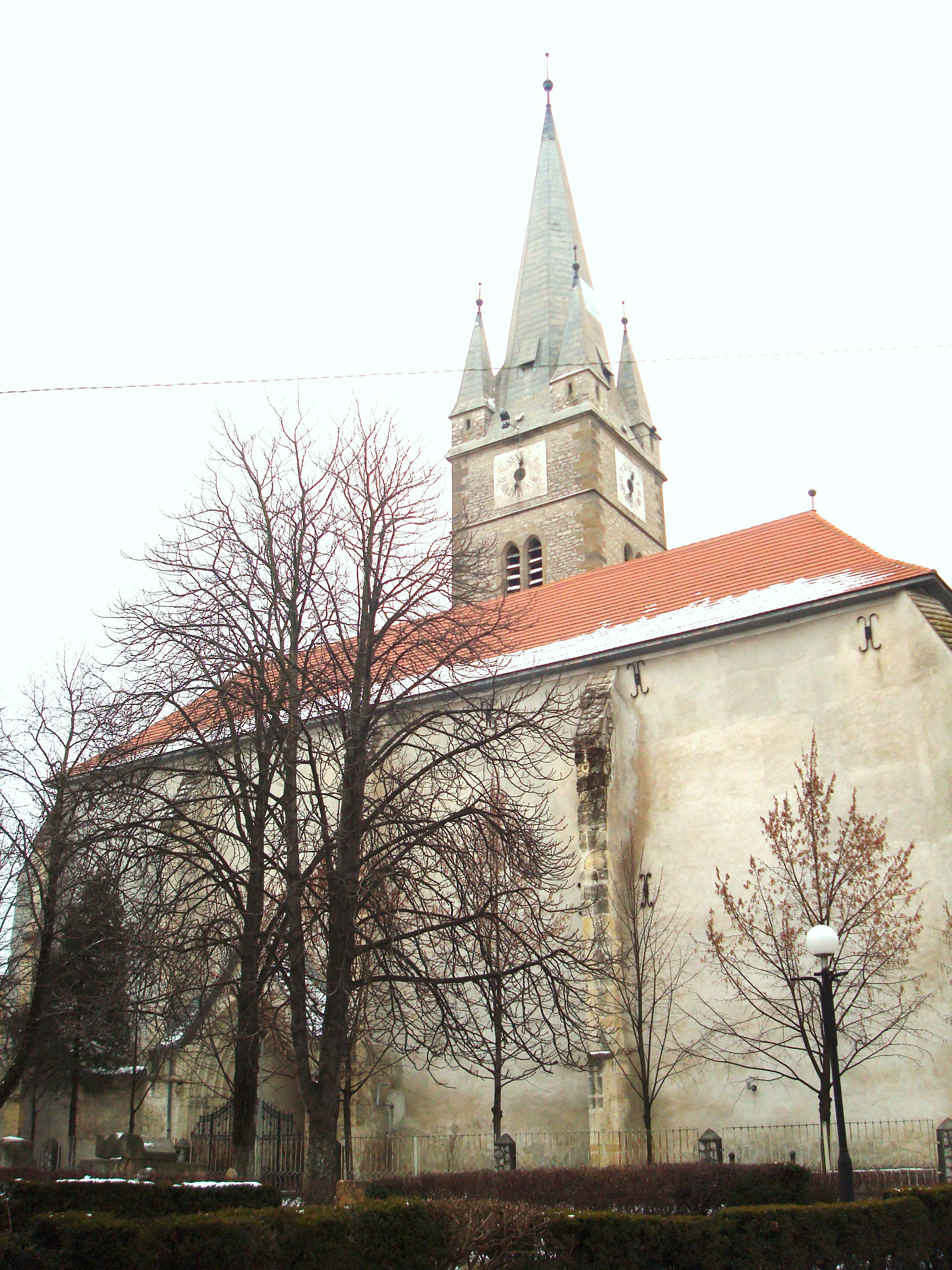
Partea de nord
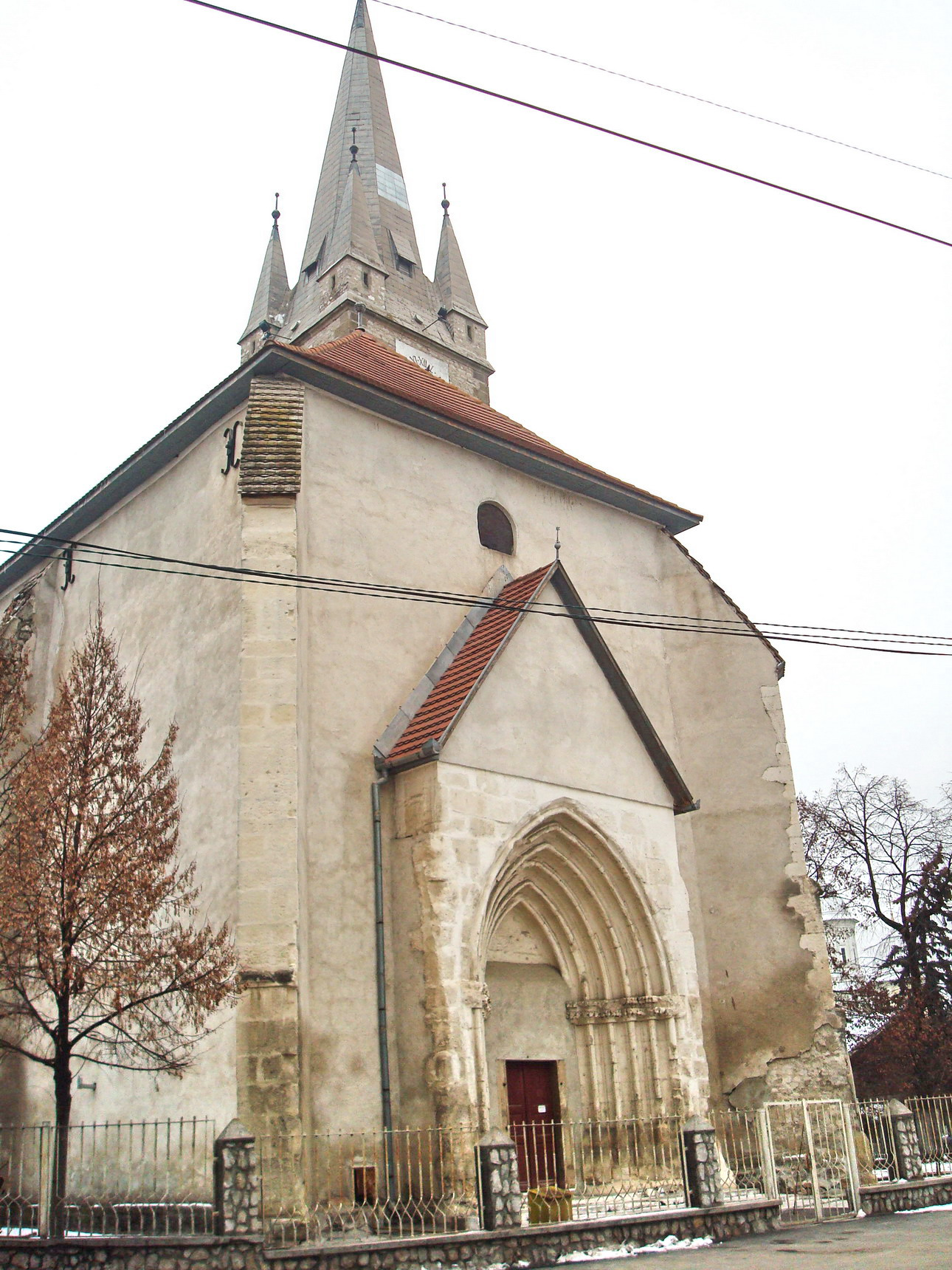
Partea de vest
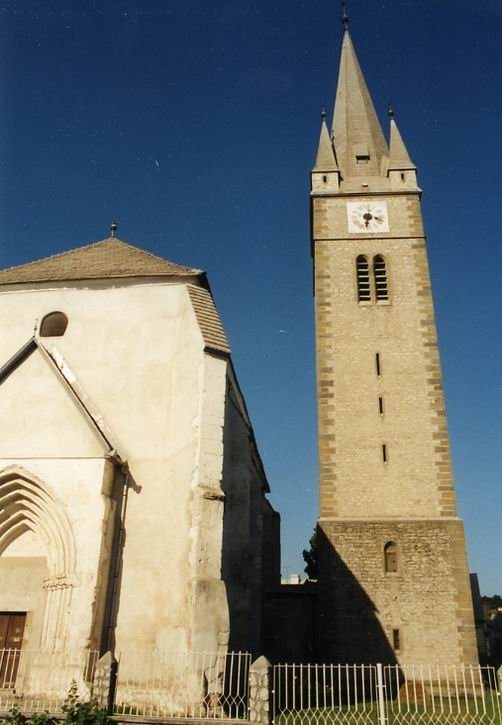
Partea de vest
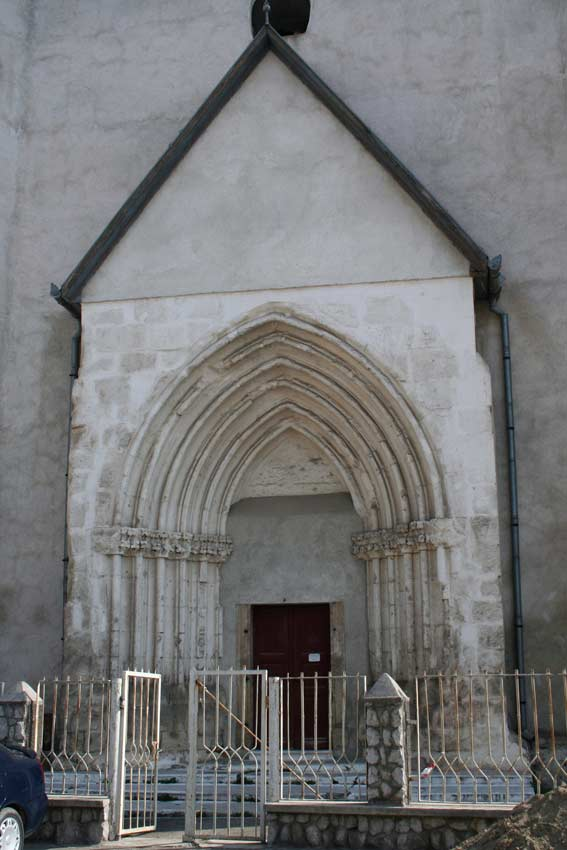
Portalul de vest
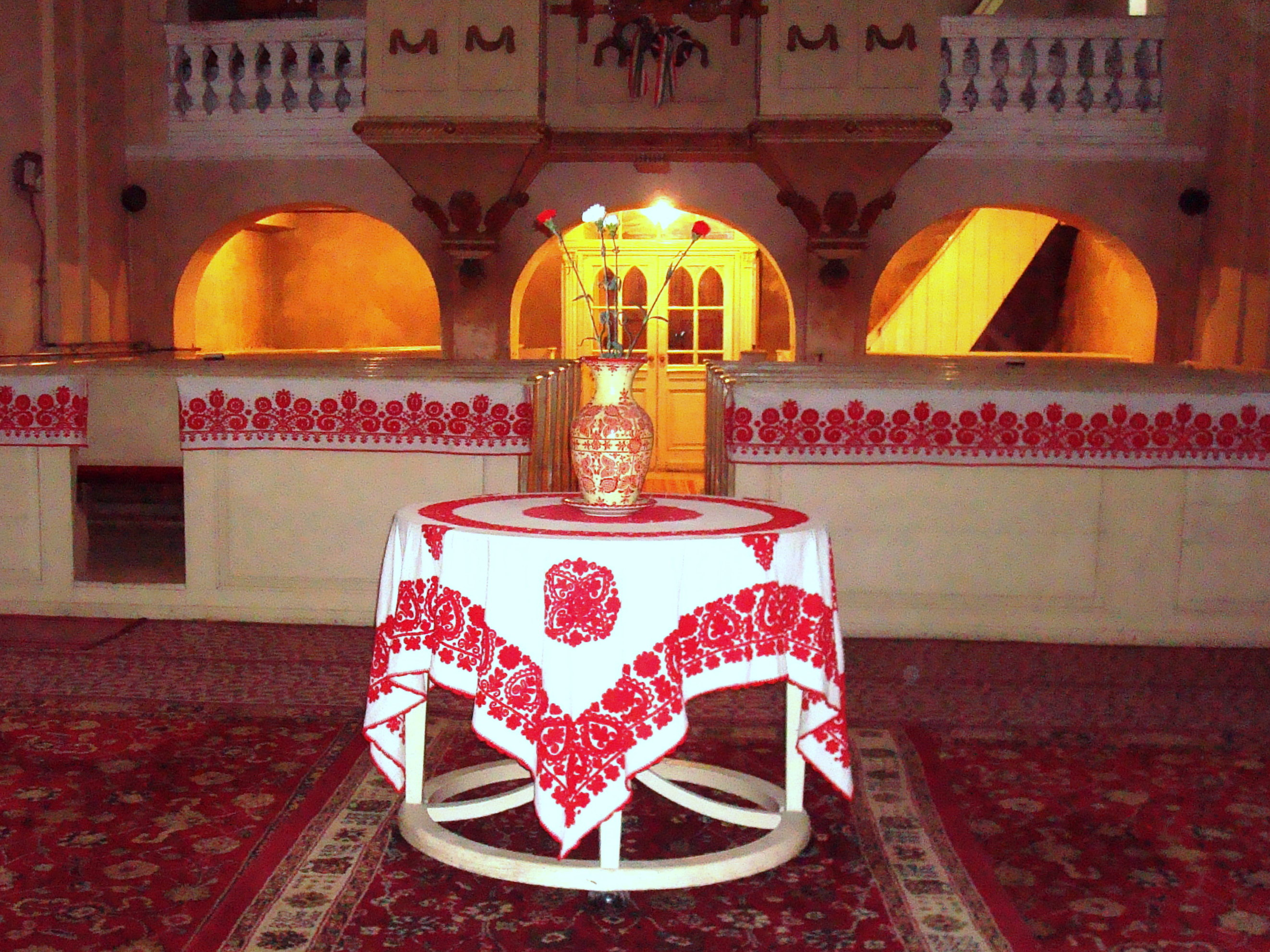
Interiorul bisericii
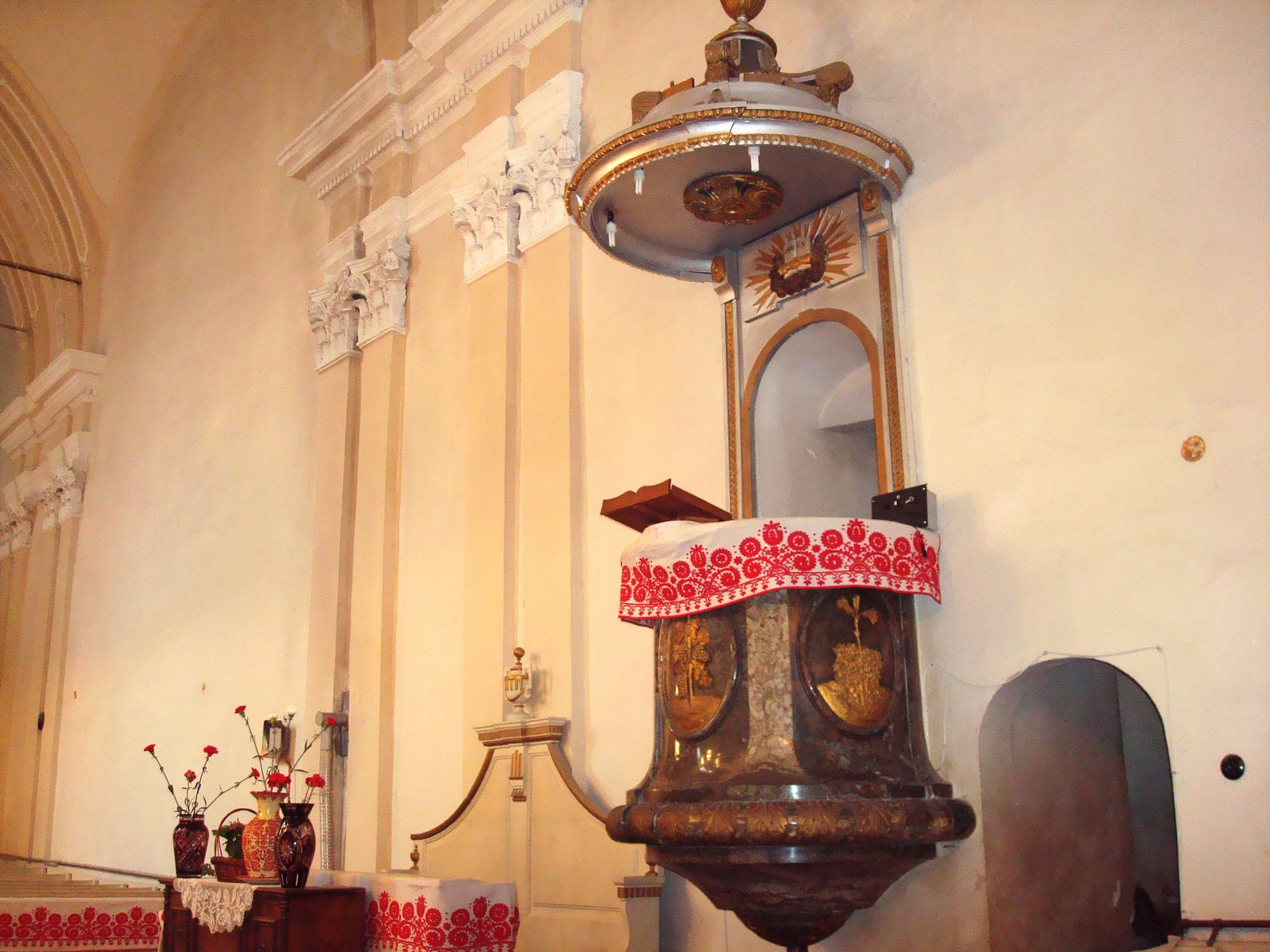
Interiorul bisericii
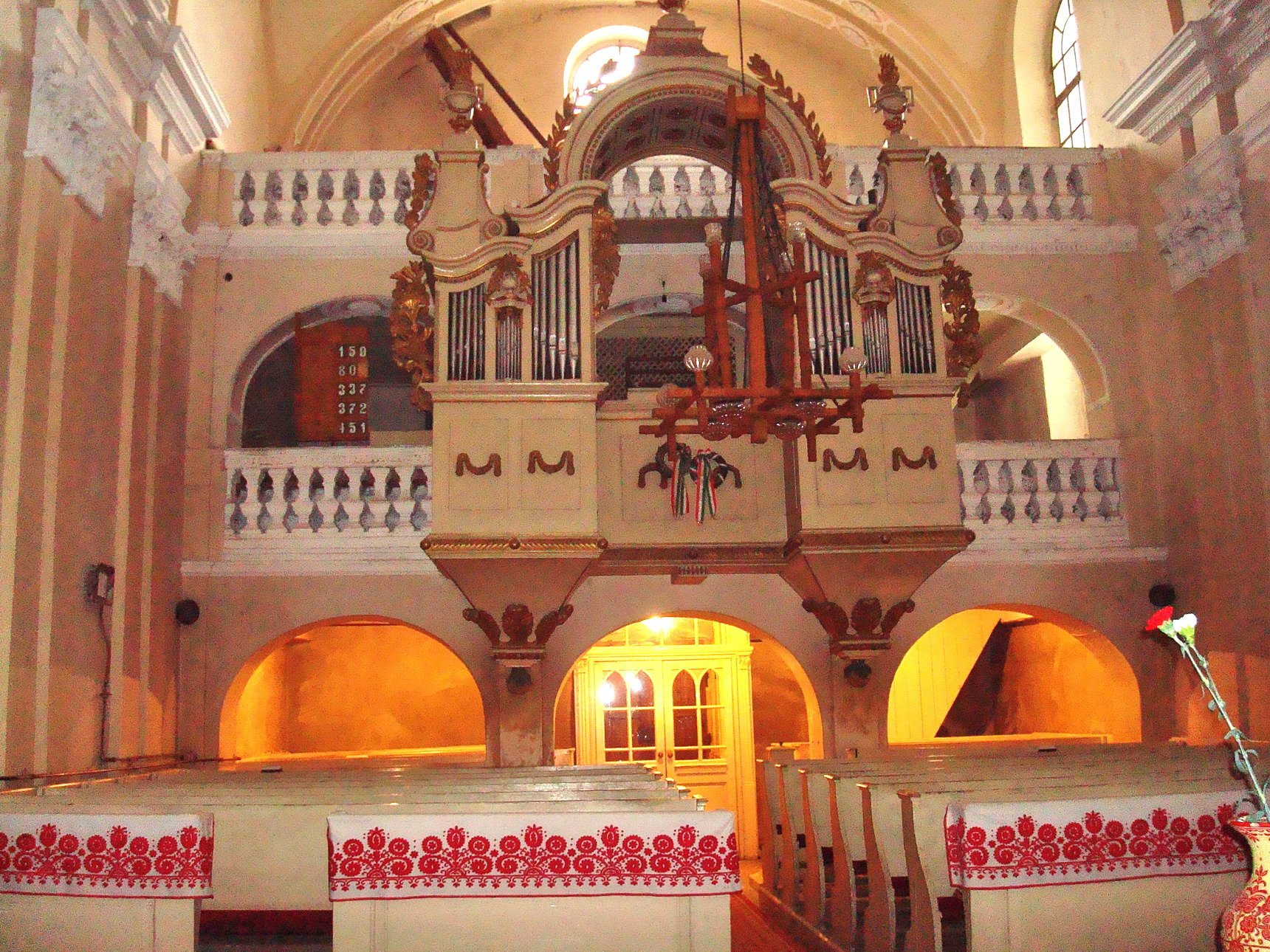
Interiorul bisericii
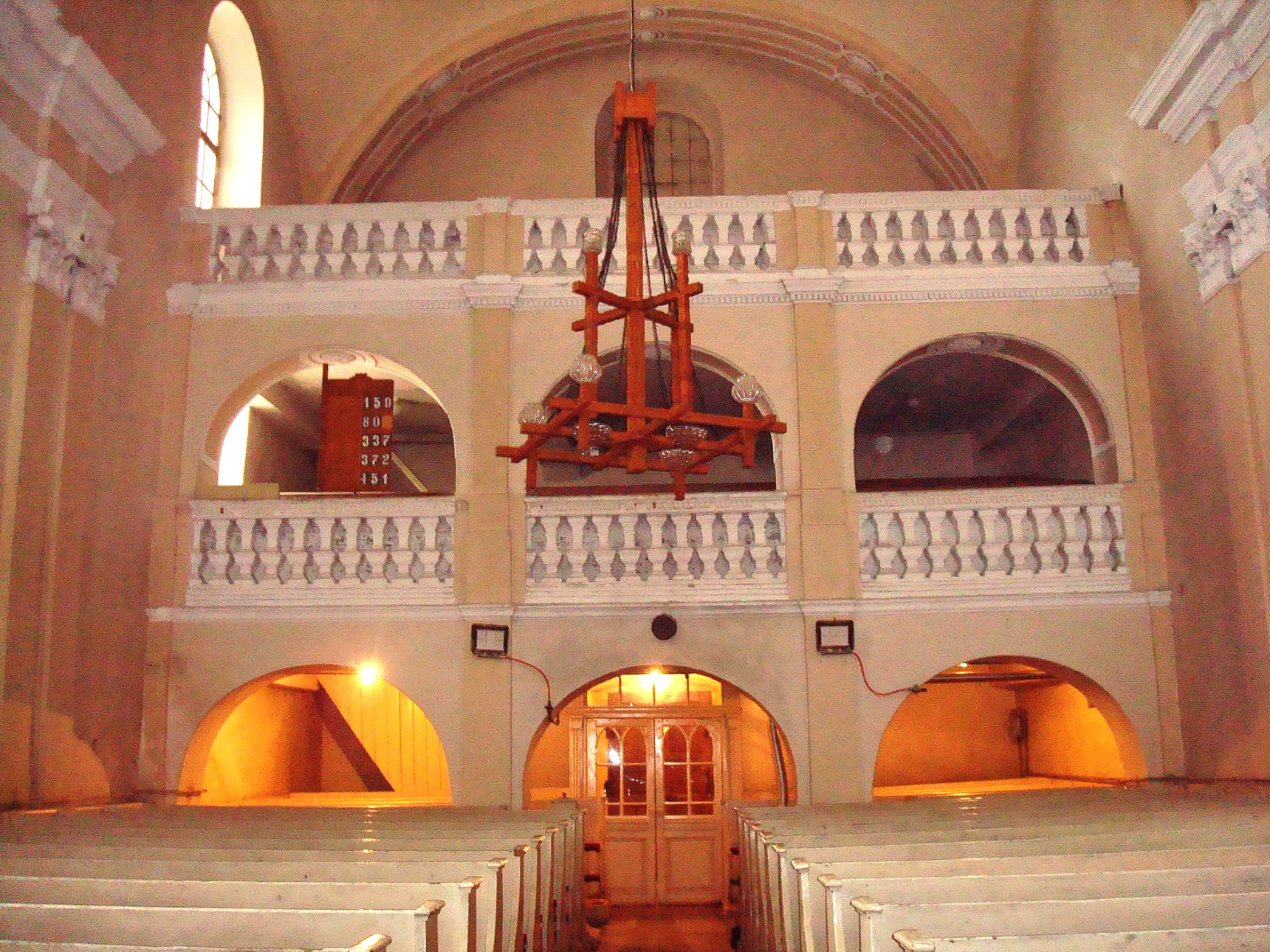
Interiorul bisericii
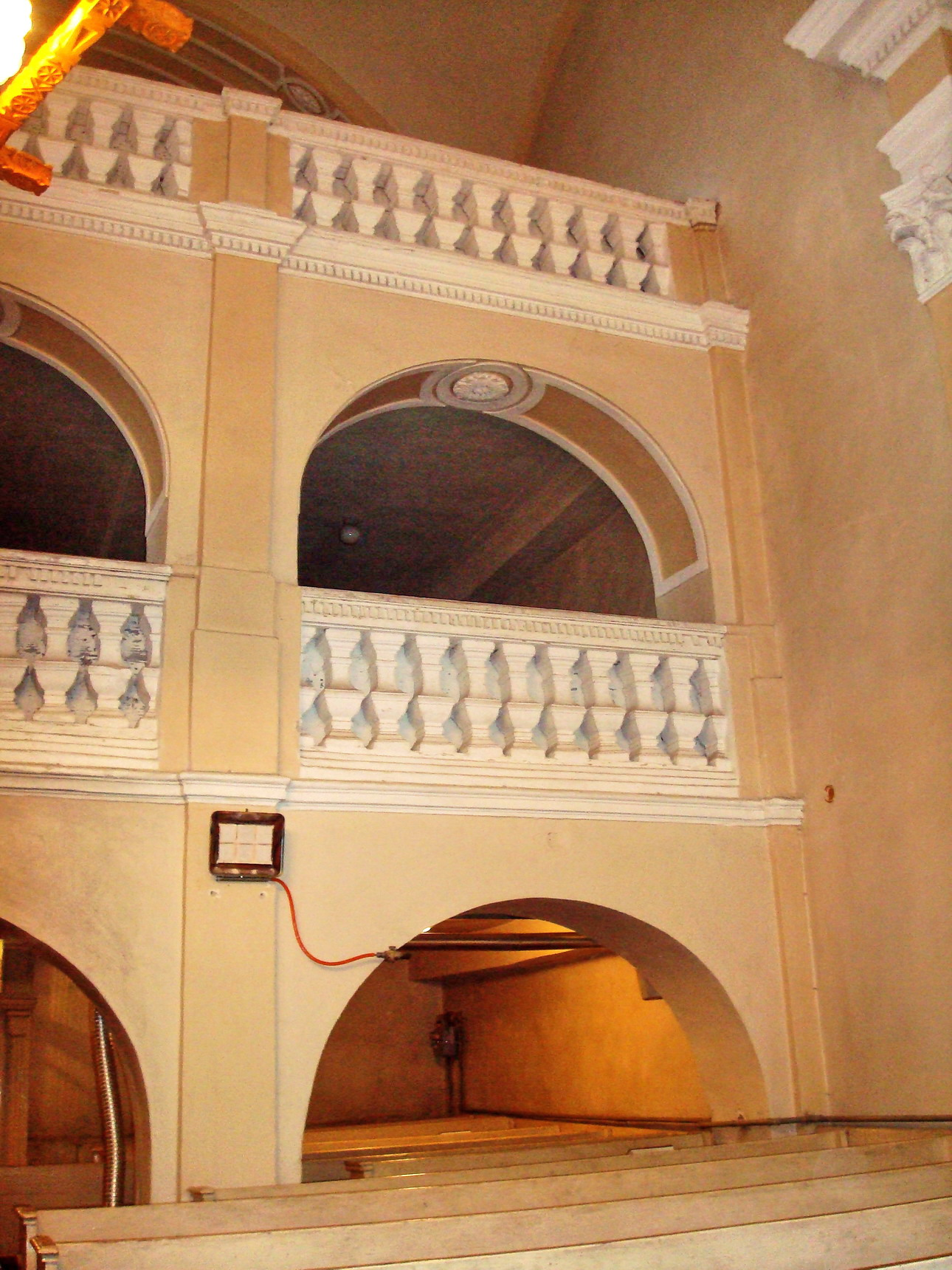
Interiorul bisericii
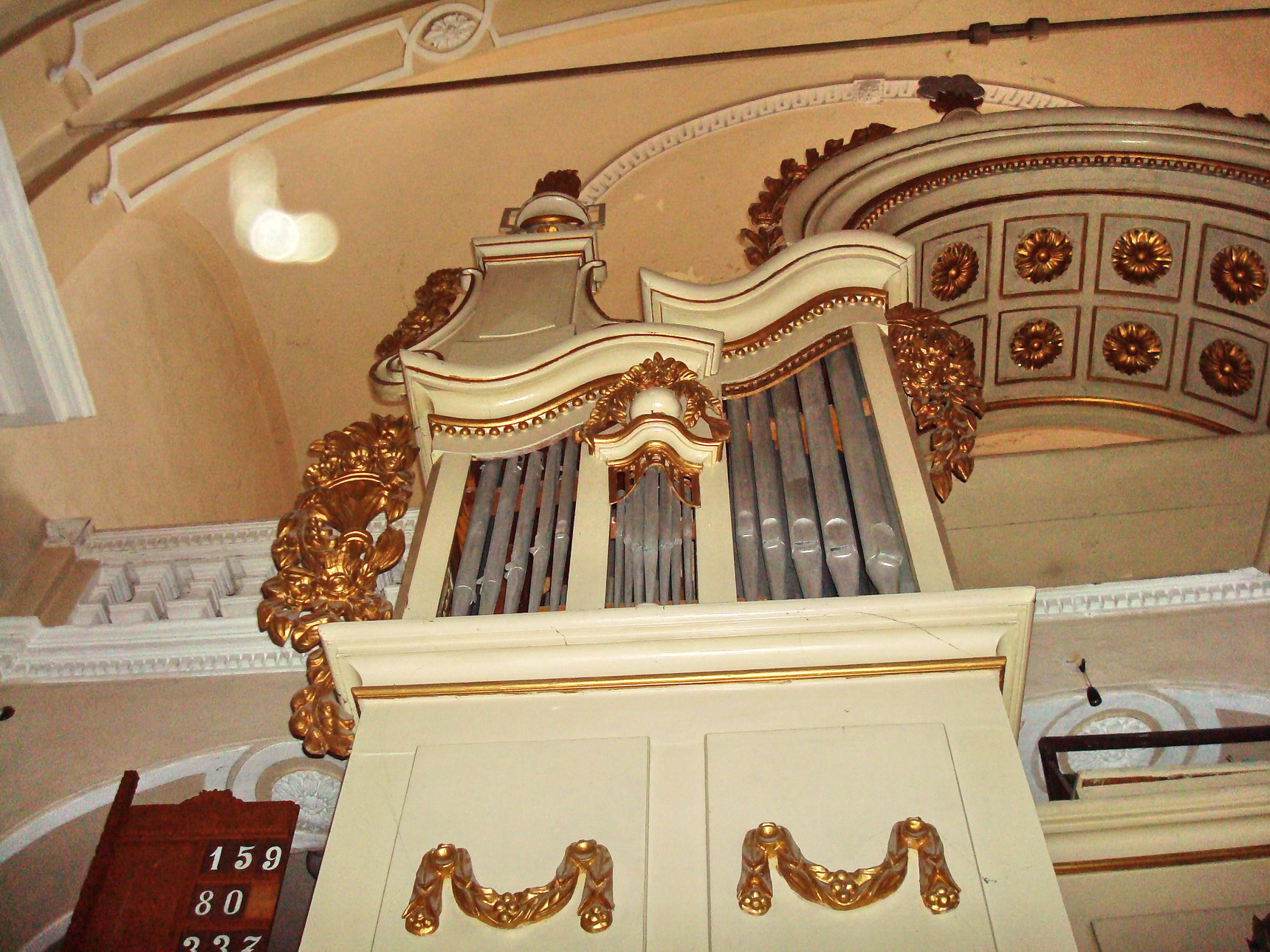
Interiorul bisericii
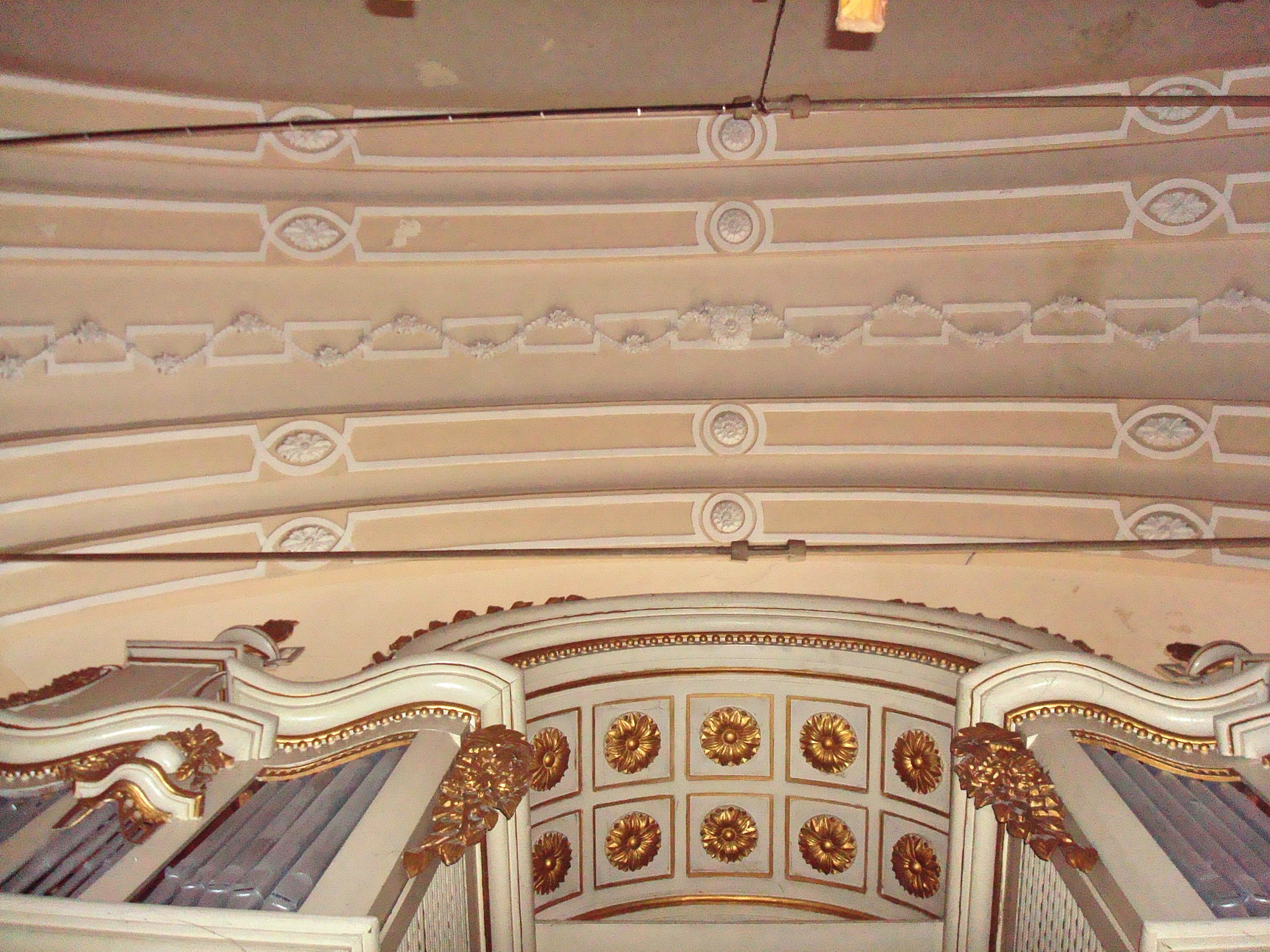
Interiorul bisericii
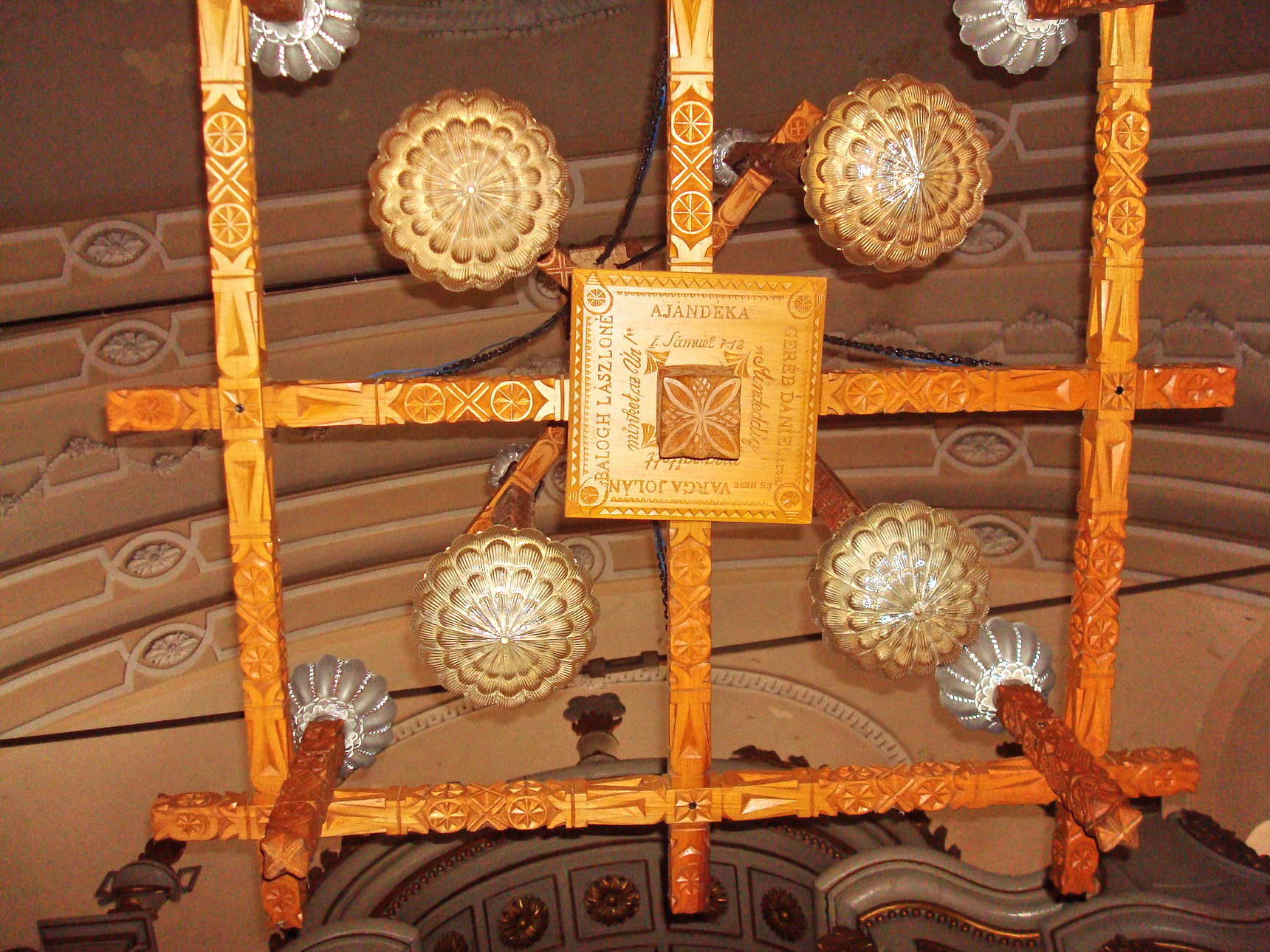
Interiorul bisericii
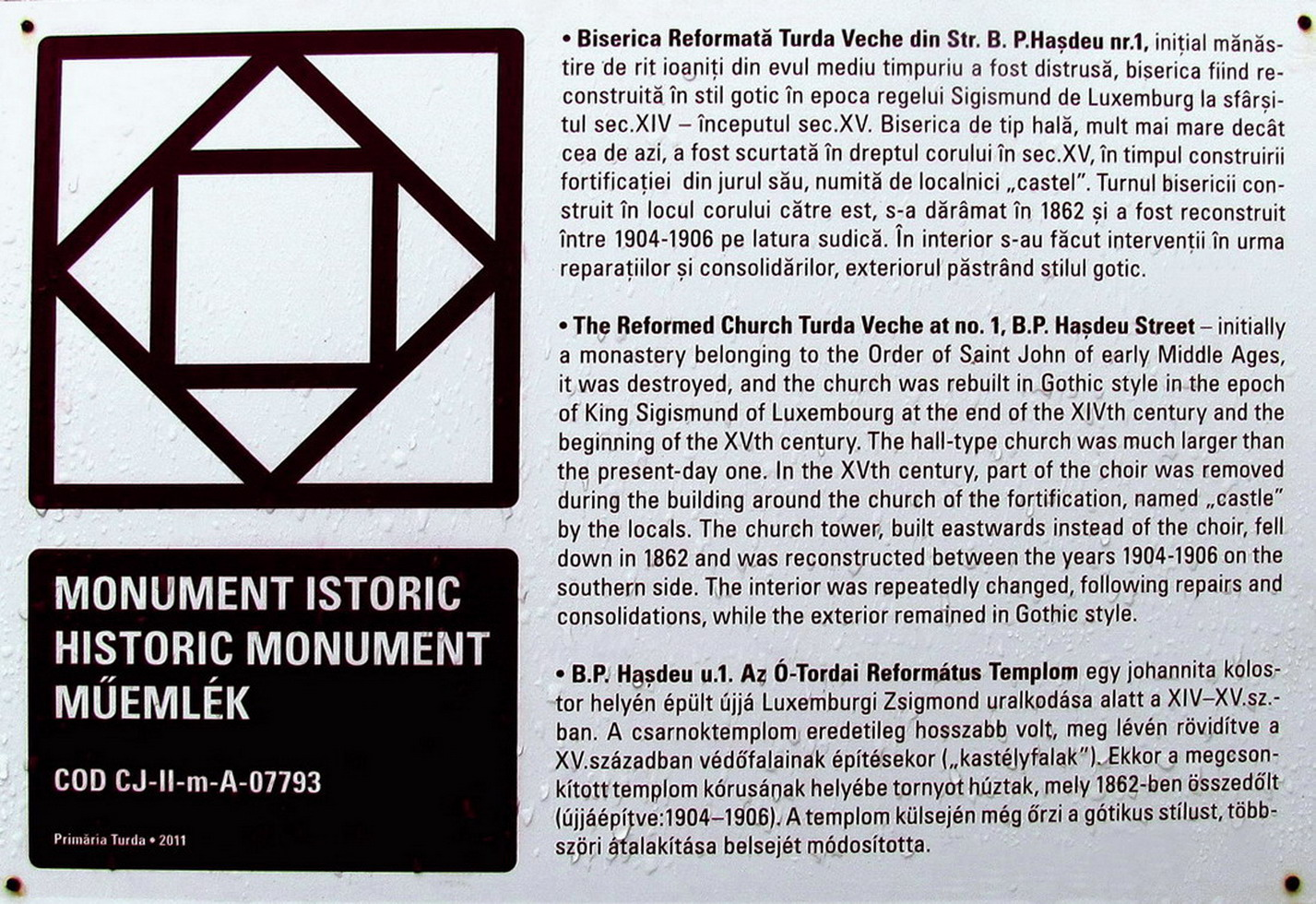
Placa informativă